# ناحیه گروولند (میشیگان)
ناحیه گروولند (به انگلیسی: Groveland Township) یک منطقهٔ مسکونی در ایالات متحده آمریکا است که در شهرستان اوکلاند، میشیگان واقع شده‌است.
 ناحیه گروولند  ۵٬۴۷۶ نفر جمعیت دارد و ۲۹۸ متر بالاتر از سطح دریا واقع شده‌است.